# Вест-Орандж (Нью-Джерсі)
Вест-Орандж (англ. West Orange) — селище (англ. village) в США, в окрузі Ессекс штату Нью-Джерсі. Населення — 48 843 особи (2020).

## Демографія
Згідно з переписом 2010 року, у селищі мешкало 46 207 осіб у 16 790 домогосподарствах у складі 11 749 родин. Було 17612 помешкання
Расовий склад населення:
| - 57,1 % — білих - 26,6 % — чорних або афроамериканців - 8,0 % — азіатів - 0,4 % — корінних американців - 4,8 % — осіб інших рас |

До двох чи більше рас належало 3,1 %. Частка іспаномовних становила 16,2 % від усіх жителів.
За віковим діапазоном населення розподілялося таким чином: 23,7 % — особи молодші 18 років, 60,4 % — особи у віці 18—64 років, 15,9 % — особи у віці 65 років та старші. Медіана віку мешканця становила 40,6 року. На 100 осіб жіночої статі у селищі припадало 88,3 чоловіків;  на 100 жінок у віці від 18 років та старших — 83,2 чоловіків також старших 18 років.
Середній дохід на одне домашнє господарство  становив 120 671 долар США (медіана — 90 363), а середній дохід на одну сім'ю — 139 722 долари (медіана — 110 919). Медіана доходів становила 66 646 доларів для чоловіків та 55 489 доларів для жінок. За межею бідності перебувало 5,6 % осіб, у тому числі 6,3 % дітей у віці до 18 років та 4,7 % осіб у віці 65 років та старших.
Цивільне працевлаштоване населення становило 23 717 осіб. Основні галузі зайнятості: освіта, охорона здоров'я та соціальна допомога — 28,3 %, науковці, спеціалісти, менеджери — 15,6 %, фінанси, страхування та нерухомість — 9,2 %, роздрібна торгівля — 8,0 %.